# Monumento a Trajano (Sevilla)
El monumento a Trajano es una escultura de bronce del emperador Trajano situada en el Paseo de la O, del barrio de Triana en Sevilla.

## Características
El monumento realizado por el rumano Vasile Corduz consta de una estatua de bronce del Emperador Trajano sosteniendo a la loba capitolina sobre un pedestal de mármol. En el pedestal aparecen dos inscripciones, una a cada lado. En el izquierdo se puede leer:

"Donación del gobierno de Rumanía a la ciudad de Sevilla XVIII-XII-MCMXCIII"

y en el derecho:

"Trajano ha construido un puente sobre el Danubio. Cassius Dio. Historia romana LXVIII.13."

Se trata de un regalo del Gobierno de Rumanía a la ciudad de Sevilla por la participación de dicho país en la Exposición Universal de 1992. La escultura fue inaugurada el 17 de diciembre de 1993, y en el acto estuvo presente Darie Novaceanu (embajador de Rumanía en España) y el escultor. El alcalde Alejandro Rojas-Marcos fue el encargado de inaugurarla.
Además de la sevillana, el autor realizó dos estatuas similares, que se encuentran frente al Museo de Historia Nacional de Rumanía en Bucarest y en Roma, frente a la Academia de Rumanía.